# Anton Krättli
Anton Krättli, auch Anton Krättli-Hemmeler (* 18. August 1922 in Laufenburg; † 2010 in Aarau) war ein Schweizer Literatur- und Theaterkritiker, Journalist und Redakteur; sein Pseudonym war Lorenzo.

## Leben

### Familie
Anton Krättli war der Sohn des Postbeamten Andres Krättli und dessen Ehefrau Frieda (geb. Matter) und wuchs in Aarau auf.
Er war verheiratet mit Hélène Marguerite (geb. Hemmeler).
Anton Krättli nutzte das zum Atelier umgebaute Gartenhäuschen der Liegenschaft an der Laurenzenvorstadt Nr. 61 in Aarau, das der Verleger Heinrich Remigius Sauerländer 1807 erworben hatte; anschliessend nutzte sein Freund und Nachfolger Hermann Burger ab 1968 das Atelier.
Er pflegte eine Freundschaft mit dem Kulturhistoriker Johannes Urzidil.
Die Abschiedsfeier für Krättli wurde als letzte Hommage an seine dortigen Verdienste im Lenzburger Stapferhaus abgehalten.
Sein Archiv befindet sich in der Schweizerischen Nationalbibliothek.

### Werdegang
Anton Krättli erwarb 1942 die Maturität am Gymnasium der Aargauischen Kantonsschule.
Er immatrikulierte sich an der Universität Zürich zu einem Germanistik- und Geschichtsstudium, das er später an der Universität Basel fortführte. Nach der Diplomprüfung für das höhere Lehramt 1948, promovierte er 1949 in Zürich mit seiner Dissertation Die Farben der Lyrik in der Goethezeit; sein Doktorvater war Emil Staiger.
Nach Beendigung des Studiums war er anfangs als Lehrer tätig und wurde später als Publizist und Kulturjournalist freier Mitarbeiter für verschiedene Schweizer Tageszeitungen, unter anderem war er auch bis Ende August 1960 Redakteur des Neuen Winterthurer Tagblatts, deren kulturelle Beilage er weiterhin betreute, und später der Aargauer Blätter, dazu war er seit 1965 für neun Jahre künstlerischer Leiter der Innerstadtbühne Aarau.
1970 gründete er, gemeinsam mit Alfred Stamm (1907–1995), Peter Dubs und Walter Rüegg, die Hindergassbühne, die im Tirolerhof (dem heutigen Albani) an der Steinberggasse in Winterthur (die noch früher Hintergasse hiess, daher auch der Name) domiziliert. Obwohl die Hintergass-Bühne nur drei Saisons lang aktiv war, wurde sie 1960 mit dem Kulturpreis der Stadt Winterthur geehrt.
Von 1965 war er bis 1993 verantwortlicher Kulturredakteur der Schweizer Monatshefte und kümmerte sich hierbei besonders um die Schweizer Gegenwartsliteratur, kulturpolitische Themen und das Zürcher Theaterleben. Viele Schweizer Autoren, unter anderem Friedrich Dürrenmatt, Gerhard Meier, Gertrud Wilker, Hugo Loetscher, Hans Boesch und Klaus Merz, vertrauten ihm ihre Arbeiten und Kurzprosa zur Erstveröffentlichung an. Er rezensierte Neuerscheinungen von DDR-Autorinnen und -Autoren wie auch südamerikanische und österreichische Literaturen und verfasste während seiner Zeit bei den Schweizer Monatsheften 325 Beiträge, Kritiken und Aufsätze für die Zeitschrift. Ein weiterer Schwerpunkt dort war seine Rubrik Zürcher Theaterbriefe, in der er unter seinem Pseudonym nicht nur Aufführungsbesprechungen, sondern auch Überlegungen zum Spielplan, zur Führungsstruktur des Zürcher Schauspielhauses und zur Förderung junger Dramatiker veröffentlichte. Von 1975 bis 1991 leitete er, gemeinsam mit François Bondy als Verantwortlichem für das Wirtschafts- und Politikressort, das Magazin.
1982 gab er ausgewählte Beispiele seiner Zeitschriftenarbeit in seiner dreibändigen Sammlung Zeit-Schrift heraus.
Er war auch für viele Jahre für den Kultursender DRS 2 (heute Radio SRF 2 Kultur) von Radio DRS tätig und besprach unter anderem Buchkritiken und hatte die Glosse Kollegenbesprechung.

## Mitgliedschaften
Von 1960 bis 1971 wirkte Anton Krättli erst als Protokollführer und seit 1962 als Stiftungsrat der Kulturstiftung Pro Argovia; 1966 war er deren Vizepräsident, bevor er 1968 Präsident wurde. Nach seinem Ausscheiden wurde der Kunsthistoriker Niklaus Oberholzer 1970 sein Nachfolger.
Nachdem der Grosse Rat des Kantons Aargau 1968 ein Kulturgesetz beschlossen hatte, gehörte Anton Krättli, neben Herman Schmidt und Elisabeth Suter-Korrodi (1913–2003), dem ersten dreiköpfigen Kuratorium an.
Er wirkte auch als Mitglied renommierter Literaturjurys, unter anderem mit Kurt Früh, Josef Elias (1923–2000) und Anton Keller für Pro Argovia und mit Elsbeth Pulver, Hugo Loetscher, Albert Hauser und Heinrich Bolliger für die Aargauische Kantonalbank.

## Ehrungen und Auszeichnungen
Für sein vielfältiges kulturelles Engagement erhielt Anton Krättli 1975 eine Ehrengabe des Kantons Zürich und am 29. Oktober 1994 für seine kritische Betrachtung von Literatur und Theater den mit 20.000 Franken dotierten Aargauer Literaturpreis, der 1978 gestiftet worden war; die Laudatio hielt Gerda Zeltner-Neukomm.

## Schriften (Auswahl)
- Die Farben der Lyrik in der Goethezeit. Aarau, 1949.
- «Es wänd zwöi Liebi zäme». In: Neue Zürcher Zeitung vom 9. August 1956. S. 1–2 (Digitalisat).
- Johann Georg Zimmermann. In: Neue Zürcher Zeitung vom 17. August 1956. S. 1 (Digitalisat).
- Johann Georg Zimmermann (Schluss). In: Neue Zürcher Zeitung vom 17. August 1956. S. 5. (Digitalisat).
- Mein Tusculum. In: Aarauer Neujahrsblätter, Band 31. 1957. S. 39–61 (Digitalisat).
- Briefe Clemens Brentanos an Heinrich Remigius Sauerländer. In: Aarauer Neujahrsblätter, Band 32. 1958. S. 51–58 (Digitalisat).
- Finten gegen die Kritik. In: Der Bund vom 19. April 1961. S. 2–3 (Digitalisat).
- Clemens Brentano; Heinrich Remigius Sauerländer; Anton Krättli: Briefwechsel mit Heinrich Remigius Sauerländer. Zürich: Artemis, 1962.
- Land ohne Genie-Züchtereien – Die literarische Schweiz im 20. Jahrhundert. In: Thuner Tagblatt vom 20. März 1963. S. 10 (Digitalisat).
- Stille Ruhmesgeschichte – Eduard Mörikes Werk im Urteil eines Jahrhunderts. In: Thuner Tagblatt vom 19. Juni 1963. S, 6 (Digitalisat).
- Miniaturen: Variation auf ein Thema von Frank Wedekind. In: Aaurauer Neujahrsblätter, Band 38. S. 49–65 (Digitalisat).
- Keine Aufgaben für Talente? Vermehrtes Interesse an öffentlichen Fragen sehr erwünscht. In: Thuner Tagblatt vom 27. Januar 1965. S. 11 (Digitalisat).
- Gesprochene Dichtung. In: Schweizer Monatshefte, Band 45, Heft 10. 1965–1966. S. 963–975 (Digitalisat).
- Zwischen Bestseller und Avantgarde. In: Schweizer Monatshefte, Band 46, Heft 7. 1966–1967. S. 681–687 (Digitalisat).
- Der Philosoph als Staatsmann – Zu Philipp Albert Stapfers 200. Geburtstag. In: Der Bund vom 11. September 1966. S. 25 (Digitalisat).
- "Euer Sinn muss unsre Kön’ge schmücken": über die Liebe zum Theater. In: Aarauer Neujahrsblätter, Band 40. 1966. S. 24–38 (Digitalisat).
- Die Hackmühle des Ruhms – Vom Kampf des Künstlers zwischen Popularität und Treue zu sich selbst. In: Thuner Tagblatt vom 18. Januar 1967. S. 5 (Digitalisat).
- Gedichteter Tag: Wilhelm Lehmann zum fünfundachtzigsten Geburtstag am 4. Mai 1967. In: Schweizer Monatshefte, Band 47, Heft 2. 1967–1968. S. 175–178 (Digitalisat).
- Situation und Aussichten des Romans. In: Schweizer Monatshefte, Band 48, Heft 2. 1968–1969. S. 199–207 (Digitalisat).
- Anfechtungen der Kritik. In: Neue Zürcher Zeitung vom 28. Februar 1969. S. 25 (Digitalisat).
- Der Fall Solschenizyn. In: Schweizer Monatshefte, Band 49, Heft 2. 1969–1970. S. 193–194 (Digitalisat).
- An den Rändern des Zeitlichen. In: Schweizer Monatshefte, Band 49, Heft 2. 1969–1970. S. 344–350 (Digitalisat).
- International Charles-Veillon-Preise. In: Schweizer Monatshefte, Band 49, Heft 3. 1969–1970. S. 286–288 (Digitalisat).
- Kultur im Umbruch. In: Schweizer Monatshefte, Band 49, Heft 6. 1969–1970. S. 590–592 (Digitalisat).
- Günter Grass und die deutsche Buchkritik. In: Schweizer Monatshefte, Band 49, Heft 8. 1969–1970. S. 753–760 (Digitalisat).
- Hesse und die Gegenkultur. In: Schweizer Monatshefte, Band 49, Heft 11. 1969–1970. S. 1030–1032 (Digitalisat).
- «Die Poesie kostet den Menschen»: Clemens Brentanos Briefe an Emilie Linder. In: Neue Zürcher Zeitung vom 24. Mai 1970. S. 51 (Digitalisat).
- Über mögliche Fehlhaltungen der aktuellen Kritik. In: Schweizer Monatshefte, Band 50, Heft 8. 1970–1971. S. 685–695 (Digitalisat).
- Johannes Urzidil zum Gedenken. In: Schweizer Monatshefte, Band 50, Heft 9. 1970–1971. S. 801–802 (Digitalisat).
- Der abseitige Standort. In: Schweizer Monatshefte, Band 50, Heft 12. 1970–1971. S. 1098–1104 (Digitalisat).
- Der offene Horizont: Rückblick auf das Erscheinungsjahr 1970/1971. In: Schweizer Monatshefte, Band 51, Heft 11. 1971–1972. S. 827–837 (Digitalisat).
- Kurt Kim; Anton Krättli; Werner Erne: Mitten in der Schweiz. Fünfzehn Ansichten über den Aargau. Aarau, 1972.
- Von den Anfängen bis zur Gegenwart – Deutsche Literaturgeschichte für Mittelschulen und Selbstunterricht. In: Neue Zürcher Zeitung vom 29. März 1972. S. 37 (Digitalisat).
- Über literarische Gegenwart: mit Randnotizen zum "Tagebuch 1966–1971" von Max Frisch. In: Schweizer Monatshefte, Band 52, Heft 11. 1972–1973. S. 262–270 (Digitalisat).
- Albert Hauser, Anton Krättli: Literatur als Prozess. Literaturgespräche zum Thema Autor – Kritiker – Leser. Verlag Arche, Zürich 1973, ISBN 3-7160-1473-7, S. 52–67.
- Ungenach im Emmental. In: Schweizer Monatshefte, Band 53, Heft 10. 1973–1974. S. 713–723 (Digitalisat).
- Peter und ich. In: Aarauer Neujahrsblätter, Band 48. 1974. S. 43–49 (Digitalisat).
- Theater für welches Publikum? In: Thuner Tagblatt vom 8. März 1974. S. 23 (Digitalisat).
- Literatur in ideologischen Grenzbereichen – Auskunft über neue Prosa aus der DDR. In: Neue Zürcher Zeitung vom 9. November 1974. S. 65–66 (Digitalisat).
- Platon in acht Bänden. Zur Jubiläumsausgabe des Artemis-Verlages. In: Aargauer Tagblatt und Brugger Tagblatt, 29. März 1975, S. 23–24 (mit Erinnerungen an Rufener).
- Ein Theater für die Region Aarau: oder: warum die Innenstadtbühne auch Jarry spielt. In: Aarauer Neujahrsblätter, Band 49. 1975. S. 40–48 (Digitalisat).
- Eine Algebra des Untergangs: über Thomas Bernhard, "Die Ursache" und "Korrektur". In: Schweizer Monatshefte, Band 55, Heft 10. 1975–1976. S. 817–825 (Digitalisat).
- "Die Suche nach der neuen Kultur geht weiter": Fragen an eine Expertenkommission. In: Schweizer Monatshefte, Band 56, Heft 3. 1976–1977. S. 235–245 (Digitalisat).
- Was bewirkt Literatur? Notizen zu einem Revisionsprozess. In: Schweizer Monatshefte, Band 56, Heft 3. 1976–1977. S. 621–629 (Digitalisat).
- Wie soll man es spielen? Mit Humor! Friedrich Dürrenmatts Selbstkommentar. Der Mitmacher – ein Komplex. In: Schweizer Monatshefte, Band 56, Heft 3. 1976–1977. S. 1077–1085 (Digitalisat).
- Spurensicherung: Meinungen zum Buch-Herbst 1977. In: Schweizer Monatshefte, Band 57, Heft 9. 1977–1978. S. 738–747 (Digitalisat).
- Umkehr zur Wahrheit – Zum Roman "Die Rückfahrt" von E. Y. Meyer. In: Schweizer Monatshefte, Band 58, Heft 2. 1978. S. 127–136 (Digitalisat).
- Die "übelangeschriebenen" Lieder: "Das Knaben Wunderhorn" oder Poesie als Zusammenfall von Natur und Kunst. In: Schweizer Monatshefte, Band 58, Heft 7. 1978. S. 527–538 (Digitalisat).
- In Telgte und nirgends: Literaturgeschichte als Fiktion bei Günter Grass und Christa Wolf. In: Schweizer Monatshefte, Band 59, Heft 6. 1979. S. 463–472 (Digitalisat).
- Dichterlesungen in den USA. In: Neue Zürcher Zeitung vom 26. Februar 1980. S. 37–38 (Digitalisat).
- Schreibend sein: fragmentarische Notizen eines Lesers. In: Schweizer Monatshefte, Band 60, Heft 12. 1980. S. 1027–1037 (Digitalisat).
- Zeit – Schrift. Aarau: Sauerländer, 1982.[31]
- Zur Metamorphose eines Klassikers: am 22. März vor 150 Jahren starb Johann Wolfgang Goethe. In: Schweizer Monatshefte, Band 62, Heft 3. 1982. S. 245–251 (Digitalisat).
- Das Gedicht, "zwecklos und sinnvoll": zum ersten Band der Gesamtausgabe der Werke von Wilhelm Lehmann. In: Schweizer Monatshefte, Band 62, Heft 11. 1982. S. 947–958 (Digitalisat).
- Innerstadtbühne Aarau: ein Ende. In: Aarauer Neujahrsblätter, Band 56. 1982. S. 23–37 (Digitalisat).
- Der schwarze Herr Bahssetup kehrt zurück. In: Neue Zürcher Zeitung vom 28. September 1983 (Digitalisat).
- Erträgliche Gemeinschaft: beim Wiederlesen der Werke von Meinrad Inglin. In: Schweizer Monatshefte, Band 63, Heft 10. 1983. S. 831–840 (Digitalisat).
- Kurzes Nachwort: auch zum Nachwort von "Erzählungen 3". In: Schweizer Monatshefte, Band 63, Heft 12. 1983. S. 1034–1038 (Digitalisat).
- Kritik und Vermittlung: gegen eine Vermischung der Begriffe. In: Schweizer Monatshefte, Band 65, Heft 12. 1985. S. 1055–1068 (Digitalisat).
- Bitteres Vermächtnis. Heinrich Böll: "Frauen vor Flußlandschaft". In: Neue Zürcher Zeitung. Nr. 210 vom 12. September 1985. S. 41 [Fernausgabe] (Digitalisat).
- Redens-Unarten: am Rande auch zum Thema Mundart und Schriftsprache. In: Schweizer Monatshefte, Band 66, Heft 7–8. 1986. S. 643–652 (Digitalisat).
- Das Leben – eine zeitbedingte Mode: Laudatio auf Jürg Federspiel. In: Schweizer Monatshefte, Band 67, Heft 7–8. 1987. S. 607–612 (Digitalisat).
- Zwischen allen Stühlen – Junge Autoren in der DDR 1975–1980. In: Neue Zürcher Zeitung vom 15. August 1987. S. 23–24 (Digitalisat).
- Esprit und Mut: Zum Tod des Schriftstellers Walter Vogt. In: Neue Zürcher Zeitung vom 23. September 1988. S. 27 (Digitalisat).
- Die Kriegsjahre im Spiegel der Literatur: «Heldentum blieb uns erspart». In: Neue Zürcher Zeitung vom 26. August 1989. S. 90 (Digitalisat).
- Nicht am Publikum vorbei. In: Schweizer Monatshefte, Band 68, Heft 4. 1988. S. 313–325 (Digitalisat).
- "Der schiffbrüchige Galeerensklave vom todten Meer": Clemens Brentano: Zauberer, Poet, wortverliebt und unbesonnen. In: Schweizer Monatshefte, Band 69, Heft 7–8. 1989. S. 613–621 (Digitalisat).
- Zum Tod von Friedrich Dürrenmatt: Die Vision verführt mich zum Schreiben: im Blick auf "Turmbau, Stoffe IV-IX". In: Schweizer Monatshefte, Band 71, Heft 1. 1991. S. 35–42 (Digitalisat).
- Notizen zum Thema, literarisch. In: Schweizer Monatshefte, Band 71, Heft 7–8. 1991. S. 643–651 (Digitalisat).
- In memoriam Friedrich August von Hayek, 1899–1992. In: Schweizer Monatshefte, Sonderheft. 1992 (Digitalisat).
- "Das Glasperlenspiel": nach fünfzig Jahren. In: Schweizer Monatshefte, Band 72, Heft 7–8. 1992. S. 589–601 (Digitalisat).
- Fördern heisst nicht nur Geld verteilen. In: Schweizer Monatshefte, Band 74, Heft 5. 1994. S. 19–23 (Digitalisat).
- «Ein verjagter Dichter» – Zum 100. Geburtstag von Oskar Maria Graf. In: Neue Zürcher Zeitung vom 21. Juli 1994. S. 37 (Digitalisat).
- Verblasster Stern – Zum 100. Geburtstag des Dramatikers Cäsar von Arx. In: Neue Zürcher Zeitung vom 23. Mai 1995. S. 46 (Digitalisat).
- Aus dem Alltag eines Dissidenten in der DDR: Adolf Enders Sudelblätter "Tarzan am Prenzlauer Berg". In: Schweizer Monatshefte, Band 75, Heft 7–8. 1995. S. 21–23 (Digitalisat).
- Goethes "Faust"-Dichtungen. In: Schweizer Monatshefte, Band 76, Heft 10. 1996. S. 11–13 (Digitalisat).
- Wortverliebt und unbesonnen: Annäherungen an Clemens Brentano. Zürich: Pendo-Verlag, 1996.
- Gedichte werden gebraucht: der Lyrikerin Hilde Domin zum 85. Geburtstag. In: Schweizer Monatshefte, Band 77, Heft 7–8. 1995. S. 19–21 (Digitalisat).
- Ein wiederentdecktes Meisterwerk – Elisabeth Amans Roman «Das Vermächtnis». In: Schweizer Monatshefte – Zeitschrift für Politik, Wirtschaft, Kultur. Bd. 78 (1998), Heft 9, S. 47–50 (Digitalisat).
- Dienstleistungen für die res publica: zur neuen Ausgabe der Werke von Karl Schmid. In: Schweizer Monatshefte, Band 79, Heft 2. 1999. S. 6–9 (Digitalisat).
- Momentan nicht im Gespräch. Aarau 2003.
- "Der Rest ist Schreiben": zum Tode von François Bondy. In: Schweizer Monatshefte, Band 83, Heft 6–7. 2003. S. 4–5 (Digitalisat).
- Zu Unrecht vergessen – Zur Neuausgabe einer Novelle von Elisabeth Aman. In: Schweizer Monatshefte. Band 84, Heft 2–3. 2004. S. 59 (Digitalisat).
- Mitten in der Schweiz: Streifzug durch die Aargauer Literatur. In: Schweizer Monatshefte. Band 84, Heft 2–3. 2004. S. 38–39 (Digitalisat).